# Zvonimir Šeparović
Zvonimir Šeparović (Blato na Korčuli, 14. rujna 1928. – Zagreb, 30. siječnja 2022.) - hrvatski pravnik i političar. Doktorirao 1966. godine na Sveučilištu u Ljubljani.
Bio je profesor međunarodnog prava na Sveučilištu u Zagrebu, počev od 1972. (docent, od 1967.) godine. Godine 1985/1986 obnašao je dužnost dekana Pravnog fakulteta Sveučilišta u Zagrebu. Poznat je kao pionir viktimologije i vrlo gorljivi protivnik smrtne kazne. Obnašao je dužnost rektora Sveučilištu u Zagrebu od 24. veljače 1989. do 24. travnja 1991. godine; na tu ga je dužnost sveučilišna zajednica izabrala protivno volji vladajućih struktura tadašnje jednopartijske komunističke države.
Kao nestranačka osoba, postao je ministar vanjskih poslova 1991. godine u vladi premijera Franje Gregurića. S te funkcije, pokreće tužbu Republike Hrvatske protiv Srbije zbog genocida, pred Međunarodnim sudom pravde Ujedinjenih naroda. Godine 1992., postao je prvi stalni predstavnik Hrvatske u Ujedinjenim narodima. Bio je u raskoraku s Franjom Tuđmanom glede vanjske politike. 
Šeparović je ostao aktivan u javnom životu, s vremenom je i postao član Hrvatske demokratske zajednice (HDZ-a), kao i član Središnjeg odbora stranke. Bio je ministrom pravosuđa od 15. travnja 1999. do 27. siječnja 2000. godine. Pomoćnik mu je bio Ivan Turudić.
U 2000. godini, ušao je u predsjedničku utrku kao nezavisni kandidat. Završio je kao posljednji, nakon čega je preporučio svojim pristašama da glasuju za Dražena Budišu u drugom izbornom krugu.
Priključio se 2010. godine pokretu Hrvatski rast, ali ga ubrzo napušta i vraća se HDZ-u.
Osnivač je i dugogodišnji predsjednik Hrvatskog žrtvoslovnog društva.
U braku je s Brankom Šeparović, novinarkom HTV-a. Otac dvoje djece iz prvog braka s politologinjom Inge Perko Šeparović: sin Borut Šeparović (1967.) je osnivač umjetničke grupe "Montažstroj"; kćer Duška Maria Šeparović (1954.) je biologinja s doktoratom znanosti iz područja neurološke znanosti, te predaje (2014.) na Wayne State University (Michigan, SAD).
Autor je niza knjiga i znanstvenih radova.
Odlikovan je 2019. Redom Ante Starčevića.